# Rose Bay, New South Wales
Rose Bay este o suburbie în Sydney, Australia.